# فيصل الدويش
فيصل بن سلطان بن الحميدي الدويش (1880 - 3 أكتوبر 1931) هو أمير قبيلة مطير وأبرز زعماء حركة الإخوان
وأمير بلدة الأرطاوية، تولّى المشيخة بعد والده سلطان الدويش واستقر في بلدة الأرطاوية عام 1915 وشارك في الكثير من المعارك الحاسمة في تأسيس المملكة العربية السعودية، فحارب في صف عبد العزيز بن سعود منذ عام 1907 بداية من معركة روضة مهنا الطرفية وحمض والجهراء والنيصية وحائل وأغار شمالا على الحدود مع العراق والكويت.

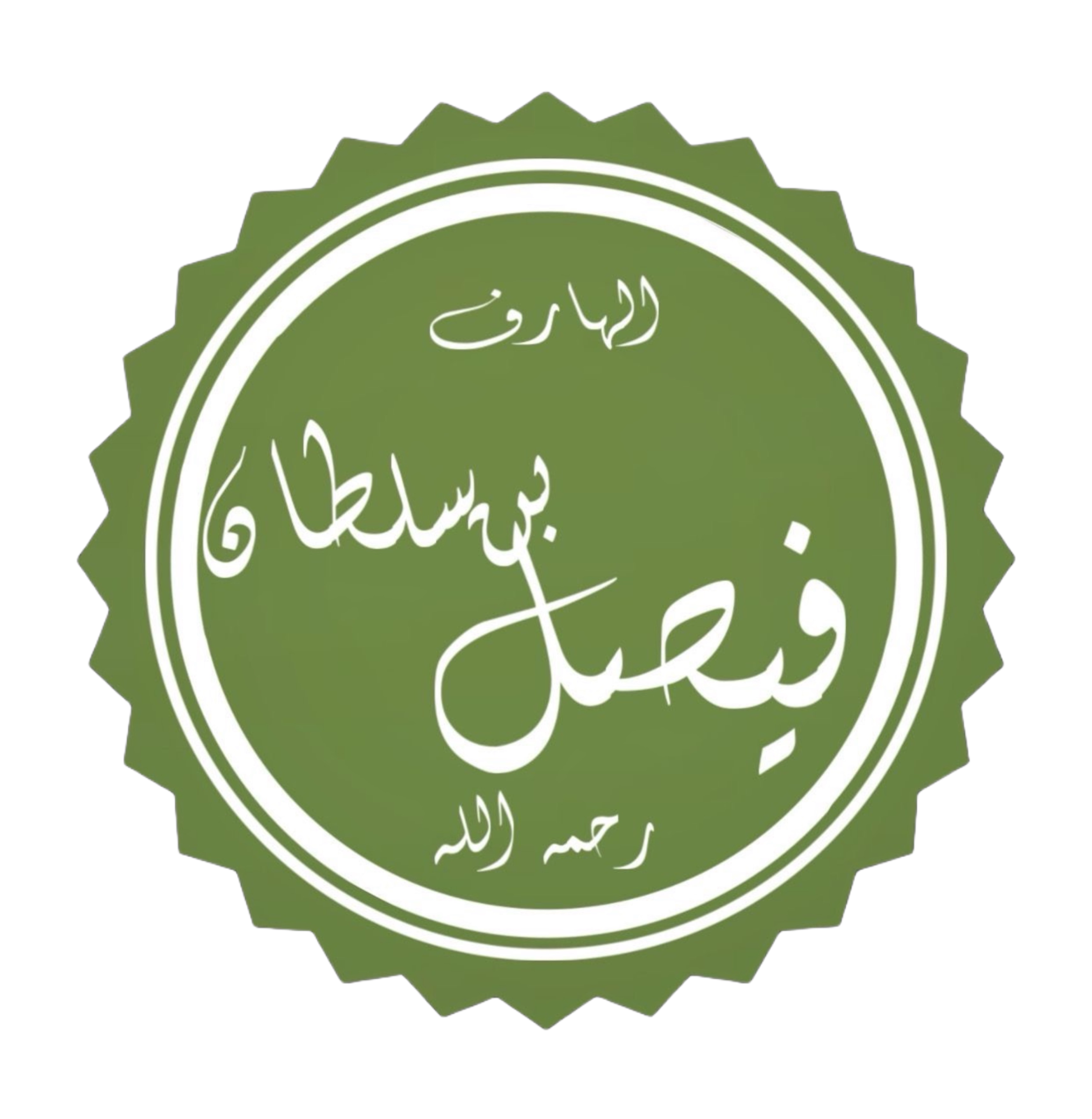
اسم الإمام فيصل الدويش بالخط الديواني.

شارك في السيطرة على مملكة الحجاز حيث قاد قوات الإخوان التي حاصرت المدينة المنورة مما أدى إلى سقوطها في قبضة سلطان نجد عبد العزيز آل سعود سنة 1925. بعد ضم الحجاز، عزم الدويش ورفاقه؛ قادة حركة الإخوان، على إستكمال الغزوات باتجاه العراق، وهو ما تسبب في أزمة دبلوماسية بين مملكة الحجاز ونجد وجيرانها بسبب وجود معاهدات حدودية وقعت في المحمرة والعقير مع العراق والكويت برعاية بريطانية. إلا أن ذلك يثني الإخوان الذين تحدوا ابن سعود وسبّبوا له إحراجا سياسيا، فهم رأو في غزواتهم جهادا ونصرا للإسلام. وانتهى الأمر إلى تمردهم على ابن سعود واصطدم الدويش مع آل سعود في معارك روضة السبلة وأم رضمة ونقير والقاعية سنة 1929، حتى اضطر إلى الاستسلام للقوات البريطانية لسلاح الجو الملكي البريطاني تحت القصف الجوي المكثف عام 1930، والذين سلموه لعبد العزيز بن سعود فسجنه حتى وفاته في 3 أكتوبر 1931م في سجن الرياض.

## نسبه
هو فيصل بن سلطان بن الحميدي بن فيصل بن وطبان بن محمد بن وطبان الدويش المطيري، من أسرة الدوشان من قبيلة مطير

## النشأة

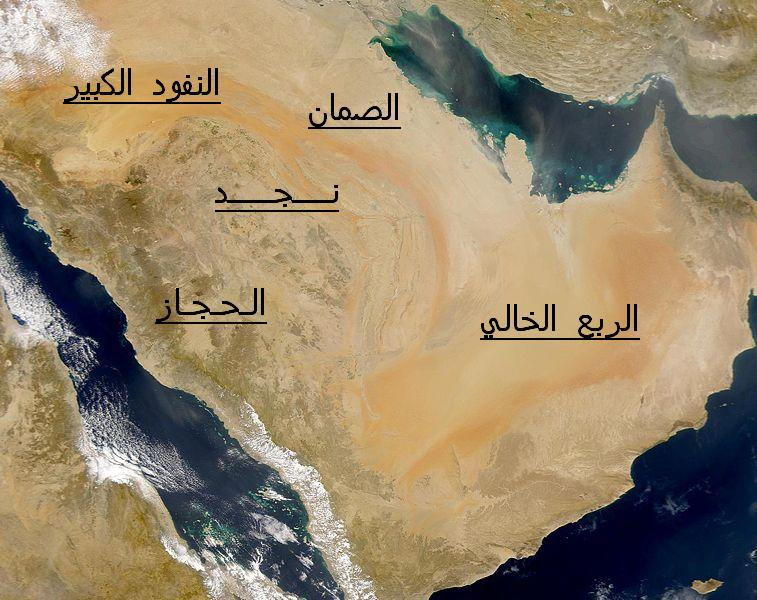
الصمان منازل قبيلة مطير حيث نشأ فيها فيصل الدويش

ولد فيصل الدويش عام 1882 في صحراء الصمان. ووالده هو سلطان بن الحميدي الدويش شيخ مطير ووالدته هي الشقحاء بنت حزام بن حثلين ابنة شيخ العجمان، وقد ورث عن أمه وخواله آل حثلين بعض صفاتهم فهو أبيض اللون شديد البياض وواسع العينين ذو ملامح جذابة.

## وصفه
متوسط القامة، له رأس وأنف كبيرين، هادئ قليل الكلام، عندما يمشي يعطي الإنطباع أنه أحدب وكأن به عرجه خفيفة بسبب إصابة قديمة. ذكي وعنيد بطبعه وصعب المراس، به شراسة ودهاء، واعتزاز بقبيلته.

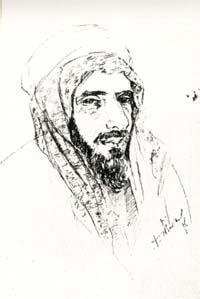
رسم باليد لشيخ قبيلة مطير وزعيم اخوان من طاع الله فيصل الدويش الملقب بالهارف

## ما قبل الإخوان
ساهم مع والده الشيخ سلطان الدويش زعيم مطير آنذاك في معركة الصريف إلى جانب الشيخ مبارك الصباح، وكان شابًا ساهم بالمعركة بكل همة ونشاط، وقد تزوج الشيخ مبارك وقتها بالجازي بنت سلطان الدويش أخت فيصل. ثم شارك مع قوات الأمير عبد العزيز آل سعود في معركة روضة مهنا سنة 1906 على رأس قبيلة مطير. وفي 1907 أغارت قوات عبد العزيز آل سعود ومعه قبائل عتيبه على فيصل الدويش ومعه 40 فارس من علوى من مطير قرب المجمعة فحدثت مناوشات بين الطرفين وانسحب كلاهما بعد ذلك.

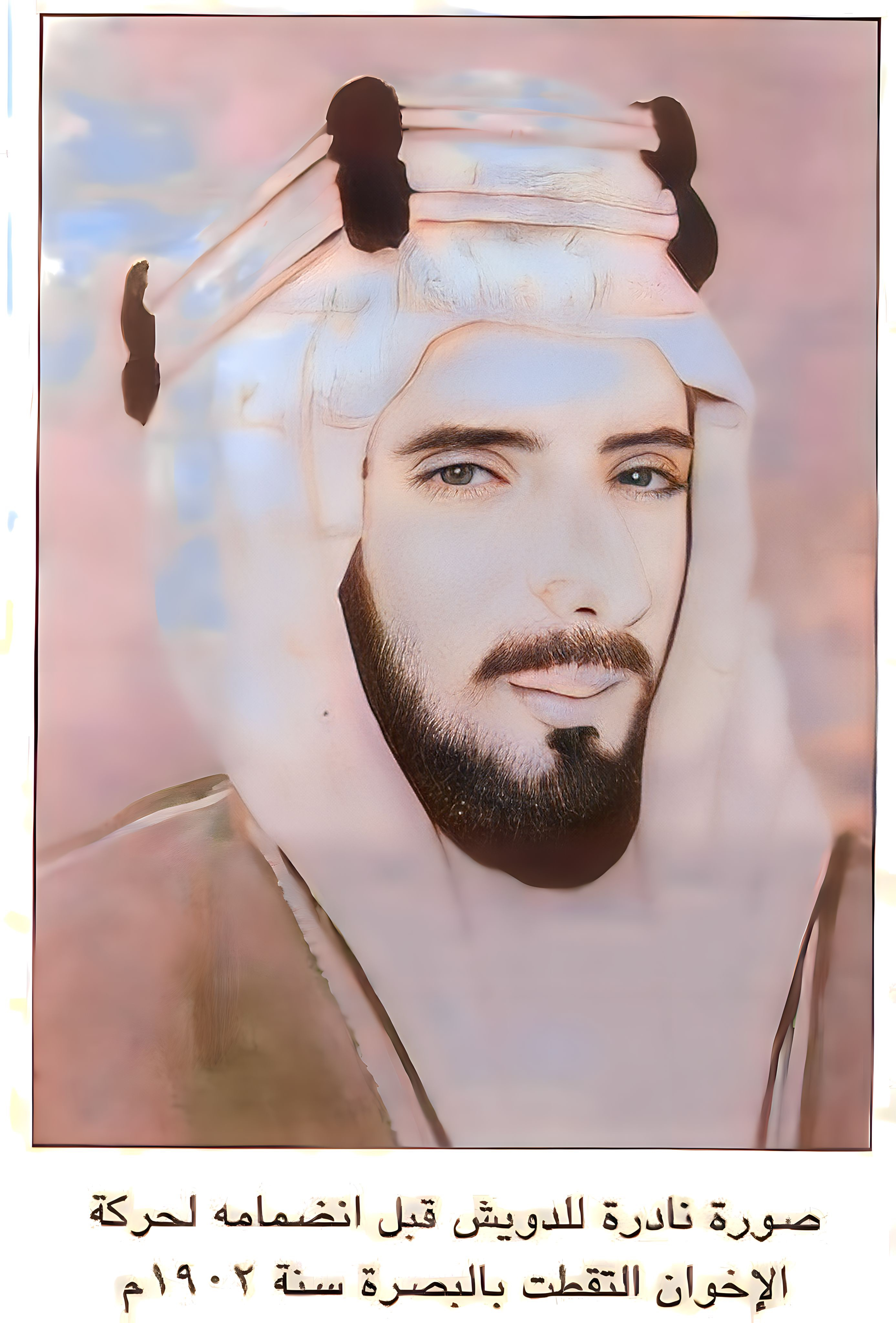
فيصل قبل انضمامه للأخوان 1902

وفي نفس العام انضم فيصل الدويش ونايف بن هذال بن بصيص لقوات سلطان بن حمود آل رشيد ومحمد بن عبد الله آل مهنا أبا الخيل أمير بريدة في معركة الطرفية.

## إمارة الأرطاوية

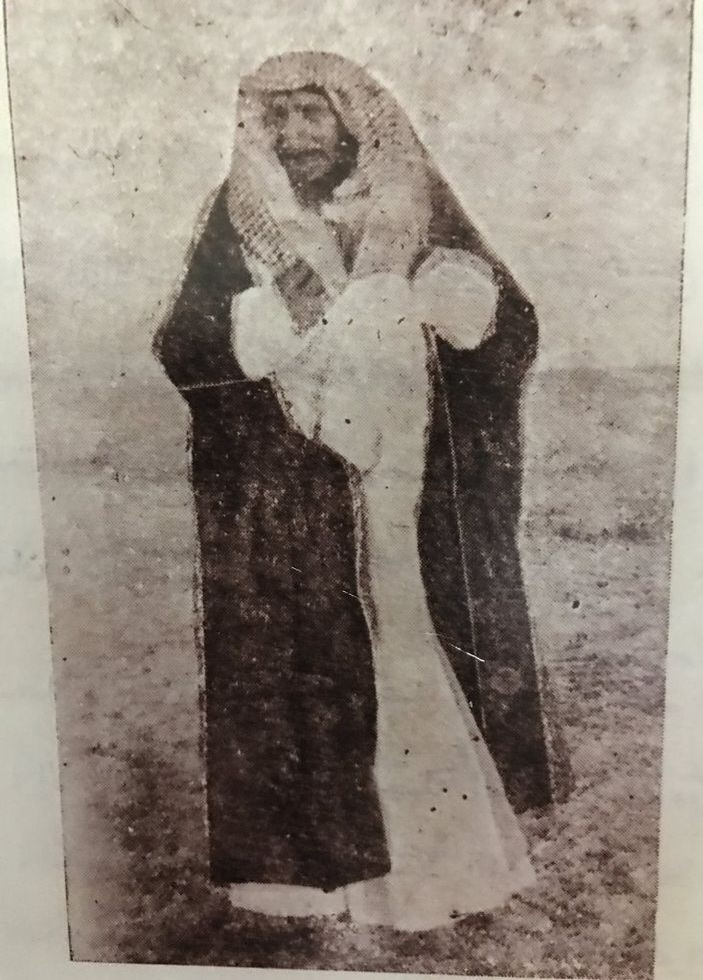
أمير الأرطاوية فيصل الدويش

تأسست أول هجرة للإخوان في منطقة الأرطاوية في بداية عام 1911 الموافق 1329 وأنشأتها بادية مطير وكانت هجرة الأرطاوية واحدة من أكبر وأهم هجر الإخوان.
وبعد معركة جراب عام 1915 نزل فيصل الدويش الأرطاوية وترك حياة البادية وازداد حجم البلدة بنزول عدد كبير من مطير حتى أصبح مجموع المقاتلين عام 1926 الذين يخرجون من الهجرة 2,000 رجل.

## حركة الإخوان
شارك في العديد من حروب تأسيس المملكة العربية السعودية بدءاً من معركة روضة مهنا ومعركة جراب ومعركة حمض ومعركة الجهراء ومعركة النيصية وحصار حائل وحصار المدينة المنورة حتى غزوات الإخوان في العراق. وحظي بمكانة سامية لدى ابن سعود، وأصبح من أبرز قادته ويذكر حافظ وهبة المستشار السياسي في ديوان الملك عبد العزيز عن فيصل الدويش ما نصه:
«كان حينما يقدم على الرياض يصحبه نحو 150 رجلا مسلحاً يدخلها كقائد كبير وكرجل مهم له منزله عظمى في نفوس أهل الرياض وعلمائها إذا جلس لا يجلس إلا بجوار ابن سعود يعتبره الملك صديق قديم وقائد من قاداته المميزين.»

### معركة الجهراء
قاد الإخوان في هجومهم على الجهراء في 10 أكتوبر عام 1920 واستولى على الجهراء وحاصر باقي قوات الشيخ سالم المبارك الصباح في القصر الأحمر مدة يومين وانتهى الحصار بالصلح بين الطرفين على أن تنسحب قوات الإخوان عن الجهراء.
وكتب محمد بن عثيمين من شعار نجد قصيدة بعد معركة الجهراء في مدح فيصل الدويش والإخوان قال فيها:

### حصار حائل
في صيف عام 1921 أصدر عبد العزيز بن عبد الرحمن بن فيصل آل سعود أمره لفيصل الدويش بالزحف إلى حائل لمحاصرتها حتى يجيئه بنفسه فمضى الدويش بـ 2,000 رجل من الإخوان إلى حائل ونزل عند ياطب فأقام فيها 4 أيام فخرج إليه محمد بن طلال آل رشيد يريد الجثامية وهي على مسيرة 3 ساعات من أسوار حائل فسارع فيصل الدويش إلى أحتلالها دون أن يستولي على الحصن فاشتبك معه.
وكان عبد العزيز آل سعود قد سار بعده بـ 10,000 مقاتل وعدة مدافع ووصل إليهم في 8 سبتمبر فعلم بالقتال فأرسل إبنه سعود لنجدته بالخيل إلا أن ابن رشيد تراجع إلى حائل.
تقدم جيش عبد العزيز بن عبد الرحمن بن فيصل آل سعود إلى حائل وفرض عليها حصاراً إلى أن استسلمت طوعاً في 2 نوفمبر بعد 55 يوماً من الحصار.

### معركة أبي الغار
في ربيع عام 1922 أمر عبد العزيز بن عبد الرحمن بن فيصل آل سعود فيصل الدويش بأن يخيم في الحفر لحماية عشائر نجد من الغزوات، فنزل الإخوان الحفر وعسكروا فيها إلى جانب قوات أمير الظفير حمود بن سويط. وكان كل من لزام أبا ذراع من الظفير وابن طوالة من شمر بالقرب من حمود بن سويط والدويش فشنو هجوماً عليهم فغلبوهم وغنمو أموالهم فهبت هجانة يوسف بك سعدون لنجدتهم إلا إنهم كسروا ودخل الإخوان إلى أبي الغار في 11 مارس ونهبوها ثم تتبعت الظفير بقيادة حمود بن سويط وفيصل الدويش هجانة يوسف السعدون في شقراء شرق أبي الغار فقتلوا أغلبها. خيم فيصل الدويش في تلك الناحية عدة أيام فضج العراق بأجمعة وأرسلت القوات البريطانية الطائرات لضربهم فرجع الإخوان إلى الأرطاوية.

### الغارات على بادية العراق
تحرك الدويش في 25 ديسمبر 1924 بصحبته 6,500 مقاتل من الإخوان و 800 خيّال لغزو بادية العراق فغزا بعض القبائل العراقية في جو هدية وقتل في الهجوم جميع أفراد عشيرة آل غليظ والزياد في جو هدية ولاحقت طائرات السلاح الجوي الملكي البريطاني الإخوان وألقت القنابل علي فلولهم دون تحقيق أصابات مؤكدة

### حصار المدينة المنورة
خلال الحرب النجدية الحجازية أصدر الملك عبد العزيز أمره بحصار المدينة المنورة عام 1925 وكان يوجد جيش من الحاضرة بقيادة إبراهيم بن عبد الرحمن النشمي مرابطة حول المدنية ثم أرسل ابن سعود فيصل الدويش بجيش من الإخوان إلى المدينة حيث تمكن من الاستيلاء على العوالي جنوب المدينة وخلال الحصار الذي استمر 10 أشهر خشي أهل المدينة المنور تسليمها لفيصل الدويش فأرسلوا إلى عبد العزيز آل سعود ليبعث لهم أحداً يسلمون له المدينة فبعث إليهم محمد بن عبد العزيز آل سعود فدخلها ورجع الدويش إلى الأرطاوية.

## ثورة الإخوان ونهايتهم
بعد انتهاء الحرب الحجازية ورجوع الإخوان إلى نجد بنشوة النصر أرادوا أستكمال الفتوحات في العراق مما دفع الملك عبد العزيز آل سعود للتصدي لهم وكان الإخوان ينظرون إلى غزواتهم في العراق على أنها جهاد. وكان كل من فيصل الدويش وسلطان بن بجاد وضيدان بن حثلين قد اجتمعوا في بلدة الأرطاوية في 1926م، حيث تعاهدوا فيه على نصرة دين الله ومواصلة الجهاد في العراق
اصطدم الإخوان بقيادة فيصل الدويش وسلطان بن بجاد مع عبد العزيز آل سعود في روضة السبلة في 29 مارس 1929، فهزموا أمام جيش الملك وأصيب الدويش بجروح بالغة ونقل إلى الأرطاوية أما سلطان بن بجاد فهرب إلى هجرة الغطغط. وبعد المعركة تقدم عبد العزيز فنزل بالقرب من الأرطاوية، وتبين له من جروح الدويش أنه على وشك الموت فعفى عنه. أما سلطان بن بجاد فقد طمع بعفو الملك بعد أن عفى عن الدويش فاستسلم طوعاً لعبد العزيز في شقراء ولكن الملك قبض عليه وأرسله مكبلا وحبسه في الرياض.

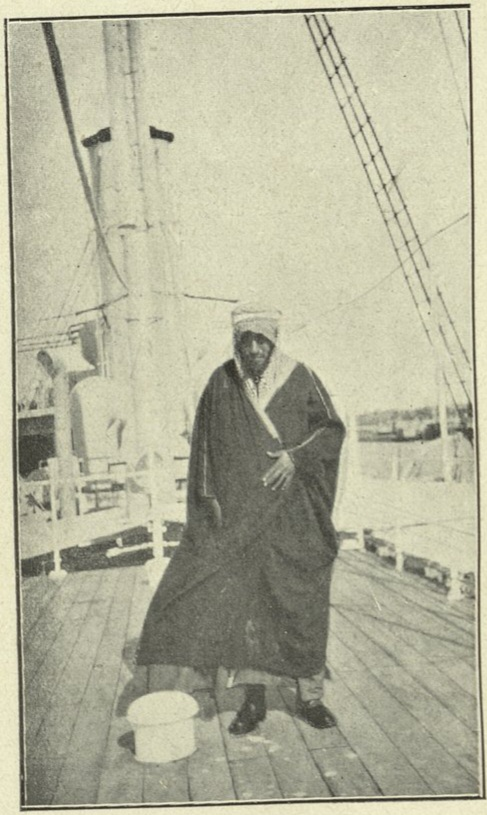
فيصل الدويش على متن البارجة البريطانية (لوبين - Lupin) سنة 1930م

تمردت قبيلة العجمان بعد مقتل أميرها ضيدان بن حثلين، فانضم فيصل الدويش مع الإخوان إلى التمرد يوم 19 يونيو 1929 / 11 محرم 1348 هـ وكان قد تعافى من جراحه بالأرطاوية ولم يعلن عن ثورته إلا بعد أن جمع خمسة آلاف رجل من مطير وعجمان وعتيبة ومئة ألف جمل، ووصل إلى الحدود الكويتية على بعد ثمانين ميلا. ثم أرسل ابنه عبد العزيز سرا بهدف إقناع الشيخ أحمد الجابر الصباح بالانضمام إلى التمرد مقابل إرجاع الأراضي التي اقتطعت في عهد الشيخ سالم، وقد رفض أحمد الجابر العرض بعد تحذيرات بريطانيا من مساندة المتمردين

### إنتصارات شهر أغسطس آب
وفي 2 أغسطس قام الدويش بشن غارة ناجحة في القاعية على قوة من قبيلتي سبيع والسهول تتبعهم سرية من قوات الملك عبد العزيز وعلى الرغم من عدم الاستيلاء على جمال إلا أنها أدت إلى تراجع قوات عبد العزيز آل سعود إلى الرياض
وبعدها في 5 أغسطس هاجم محمد الوذين من العجمان قافلة للأمير سعود ابن الملك ودمّر 14 سيارة من سيارات النقل. وأرسل بعدها فيصل الدويش ابنه عبد العزيز الدويش يصحبه 700 مقاتل في غزوة انطلقت في 15 أغسطس 1929 لغزو قبائل شمر والعمارات تمكنوا من خلالها على الاستيلاء على جمال كثيرة بالإضافة إلى استيلائهم على قافلة سعودية تنقل ما مقداره 10 آلاف ريال من الزكاة كانت متوجة إلى مدينة حائل. 
وفي 22 أغسطس / 16 ربيع الأول 1348 هـ انتقل فيصل الدويش إلى حفر الباطن حيث تمكن من استمالة فرع بريه الكبير من قبيلة مطير، فحملوا خيامهم وعددها ثمانمئة خيمة وساروا نحو الإحساء وانضموا إلى الثوار، وبعدها بأسابيع حاول قسم من البرية دخول بادية الكويت وخيموا في الجهراء ولكن سرعان ما أخرجوا منها. 
وفي 30 أغسطس / 24 ربيع الأول اضطر فيصل الدويش وفي حاجته لمراعٍ جديدة للأعداد الضخمة من الجمال والأغنام من دخول الكويت من جهة الجنوب وأقام معسكرا ضخما حول آبار الصبيحية، وقدرت أعداد المقاتلة بحوالي خمسة آلاف مقاتل وألفي خيمة ومئة ألف جمل. وحاول إقناع المندوب السامي الذي طلب منه الخروج من الكويت فورا أنه ليس على خلاف مع البريطانيين، وأنه وقبيلته كانوا في السابق من رعايا الكويت ويريدون العودة إلى ولائهم القديم، وأنهم يعانون شحا كبيرا في الأغذية والمؤن، فاعطيت له مهلة يومين مع التعهد بالخروج خلال اليومين بعد أن يمتار فوافق على ذلك.

### معركتيأم رضمةونقير
تمكن ابن جلوي من جمع قواته لقطع خط الرجعة على الإخوان ونشبت معركة عند آبار أم الرضمة في 10 سبتمبر، وقتل عبد العزيز الدويش بالمعركة وغالبية من معه. ولكن تمكن فيصل الدويش من الانتصار على قبيلة العوازم حلفاء ابن سعود في نقير يوم 2 جمادى الأول 1348 هـ / 5 أكتوبر 1929، واستولى على ثمانية آلاف جمل وحاز على ثلاثة أرباع الإحساء، ولكن هذا النصر طغت عليه أنباء نصر عبد العزيز ابن سعود على عتيبه وإبعادهم عن الثورة.

### استسلام الإخوان

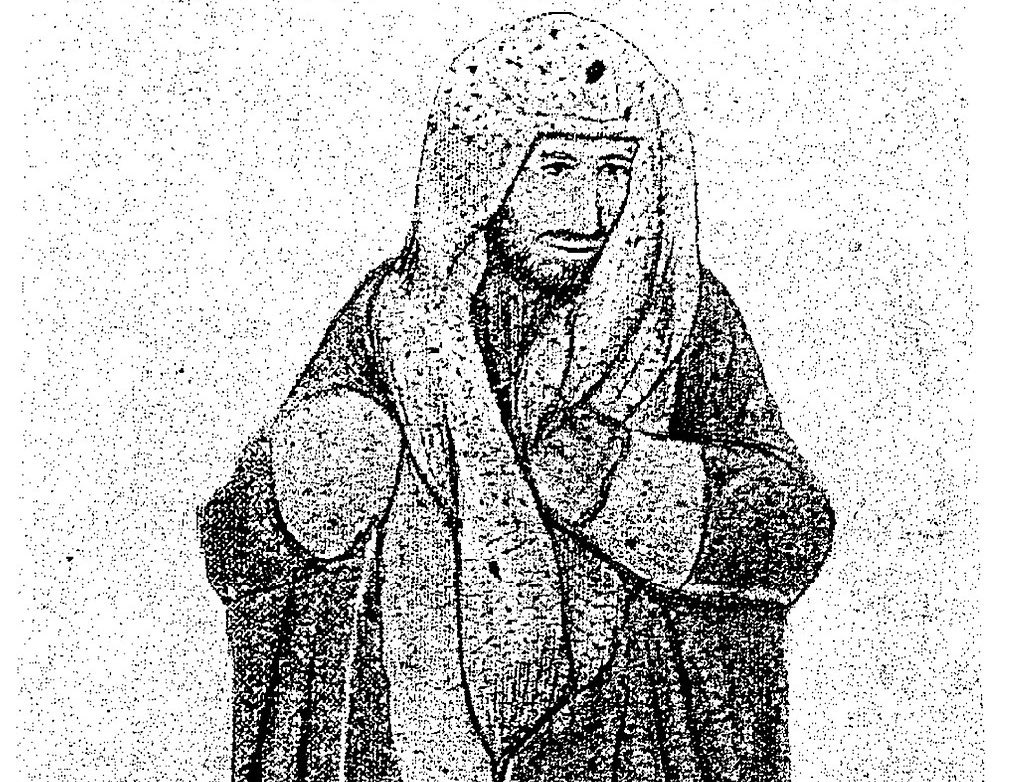
رسمة لفيصل الدويش من صورة مشتقة له

كان استسلام عتيبة وبني عبد الله من مطير في القصيم انتكاسة للإخوان. فتمكنت القوات السعودية من التقدم باتجاه الحفر فدخل الإخوان إلى الكويت صوب الجهراء. فمنعتهم القوات البريطانية من الدخول ورفضت طلباً من الدويش بمنع القبائل العراقية من مهاجمته، وبمنع ابن سعود من مهاجمة نسائه من الغرب أثناء غيابه، فبعث الدويش برسالة جوابية قال فيها "إنه طالما أن الحكومة البريطانية تقف إلى جانب ابن سعود وطالما أن لا يستطيع الهجوم على نجد لحسم الموقف مع الملك في الوقت الذي تكون فيه نساؤه ومؤنه وجماله تحت رحمة القبائل العراقية بموافقة الحكومة البريطانية فلا خيار لديه إلا أن يتوصل إلى شروط مرضية مع ابن سعود"، فوجد الدويش نفسه أنه من المستحيل القيام بأي عمل ضد القوات السعودية.

#### مع العراق
قال محمد سعيد أحمد في كتابه (العلاقات العراقية السعودية ما بين 1914-1953) "سمع الدويش بملاحقة ابن سعود له فضاقت به البوادي على سعتها، وأرسل يطلب العفو منه والا يلجئه إلى الكفر بإصراره على الانتقام منه ويعني بهذا لجوئه إلى القوات الانجليزية في العراق - الكفرة ومع أن ابن سعود أعطاه الأمان ولكن الدويش أرسل خطابين يظهر له فيهما شكه بعفوه ويهدده بأن الطرق لم تسد في وجهه كما يظن والحكومات تخطب وده وترجوه أن يكون من رعاياها، ولكنه لايريد لانه مسلم وتلك حكومات كفار، لقد عُثر في أوراق الدويش حين نهبت خيمته على مسودات رسائل من ضمنها مسودة باسم الملك فيصل سلطان العرب كما أطلق عليه الدويش في رسالته يقول له فيها. " أنه خرج على ابن سعود كما تعلم، الا ان الطائرات التابعة لسلاح الطيران البريطاني في العراق طردته من الاراضي العراقية ويطلب من جلالته ان يكفيه شرها ليتفرغ لابن سعود أو فليأمره بما يريد كما عثر على مسودة أخرى باسم المستر جلوب المفتش الإداري للبادية الجنوبية في العراق والمشهور عند البدو " بأبي حنيك " يقول فيها " إنه يطلب أن يصير من رعيته وجنده وانه تحت امره الآن ولكن الحكومة العراقية رفضت قبوله وقبول اتباعه لاجئين في العراق، حيث لم ينس العراق بعد ما فعله الإخوان بقيادة فيصل الدويش في عشائر العراق في السنوات السبع الماضية، علاوة على أن ابن سعود قد أرسل كتابا الى المندوب السامي البريطاني في العراق بتاريخ 1929/12/27 الموافق / 14 / رجب / 1348 هـ يحتج فيه على ايواء جماعة من أتباع الدويش ويطلب فيه مطاردتهم، لذا قام الكابتن جلوب المفتش الإداري للبادية الجنوبية بزيارة لابن سعود في معسكره في شعيب الباطن، وعلى بعد 7 كم من حدود العراق، مؤكدا له أن الحكومة البريطانية لم تأذن بضرب الدويش لانه معه نساء واطفالاً، ولكنه في نفس الوقت أكد له أنه طورد في الأراضي العراقية كما ردّ طلبه عندما طلب أن يكون من رعايا العراق، وأضاف الكابتن جلوب ان الدويش جاءني مع ابن حثلين ولكنني انذرتهما بالضرب بالطائرات ان لم يخرجا من حدود العراق خلال يومين وقد رحلا عن طريق الجهراء الى اراضي الكويت، ولا يمكنني أن اتعقبهما فيها، فانا موظف عراقي".
قال غلوب باشا في كتابه  (حرب في الصحراء) "في اليوم التالي [13 ديسمبر/كانون الثاني 1929] وصلَ إلى مخيمنا وفدُ الدويش برئاسة مشرف بن لامي ومعه رسالة فيصل الدويش موجهة إليّ، لم تتضمن الرسالة سوى تعبيرات عن صداقته وعبارة تثير الاندهاش وهي أن مطيراً (يُعتبرون على الدوام من أهل العراق)، وقدم مشرف بن لامي طلباً شفهياً بأن نأذن للمتمردين بدخول العراق قائلاً إنهم سيكونون رعايا مخلصين للحكومة العراقية".
ولم يأت يوم 10 نوفمبر 1929 / 8 جمادى الآخر 1348 هـ حتى تراجع الثوار إلى هضبة قرعة على بعد سبعين أو ثمانين ميلا عن الحدود الكويتية. ثم بدأت طلائع جيش ابن سعود بالتوافد ابتداء من يوم 18 ديسمبر، وفي نفس الوقت بدأ أعداد الثوار الموجودة بالباطن حتى الرقعي بالتقلص، وأخذ زعماء الثوار ينتقلون إلى معسكر ابن سعود أو ينتقلون بهدوء إلى الجنوب، وأرسل فيصل الدويش إلى البريطانيين يطلب التسليم ومعرفة شروطها.
توقف عبد العزيز عند الحدود السياسية للكويت جرت بعدها مفاوضات بين قادة الإخوان وبريطانيا انتهت باستسلام غير المشروط إلى قائد السلاح الجوي الملكي البريطاني السير تشارلز ستيوارت.
استسلم قادة الإخوان بالجهراء في 10 يناير 1930 إلى قائد السلاح الجوي الملكي البريطاني وهم كل من فيصل الدويش ونايف بن حثلين وجاسر ابن صاهود بن لامي ونقلوا إلى البصرة.
وفي 25 يناير وبعد لقاء حضره كل من المتعمد البريطاني في الخليج وقائد سلاح الجو البريطاني تشارلز ستيوارت بممثلين عن الملك عبد العزيز آل سعود في خباري وضحى بموافقة بريطانيا على تسليم كل من فيصل الدويش ونايف بن حثلين وابن لامي على شرط الإبقاء على حياتهم، وترحيل باقي الإخوان الموجودين في الكويت إلى نجد.

## وفاته
توفي في سجن المصمك بالرياض، في العام 1350 هـ 3 أكتوبر 1931 بتمدد الأوعية الدموية للقلب.

## أسرته
زوجات الشيخ فيصل الدويش
- الشيخة / وحش بنت ماجد بن الحميدي الدويش (أنجب منها: الشيخ عبد العزيز والشيخة حصة)
- الشيخة / البيضاء بنت فهيد بن شوية السبيعي (أنجب منها: الشيخ بندر)
- الشيخة /  جوزاء بنت جفران بن سعد بن جفران السبيعي (أنجب منها: الشيخ الحميدي)
- الشيخة / وضحى بنت سلطان بن بجاد بن حميد
- الشيخة / عمشاء بنت محمد بن الحميدي الدويش
- الشيخة / عمشاء بنت فهاد بن مسلط الأصقه الدويش
- الشيخة / وضحى بنت عماش بن عبد الله الدويش